# 恋は魔物
恋は魔物（こいはまもの）は、2015年結成された日本のロックバンド。2017年にインディーズデビュー。

## 概要
2015年、前身バンド解散後、いづみさとー、田中ひろゆき、竹中駿介の三人によって結成。その後、竹中が脱退し、2人編成となる。
2019年、田中ひろゆきが脱退し、1人編成となる。
2020年1月、再始動。これを機に いづみさとー から 佐藤 いづみ に改名。
佐藤 いづみは世の中に対して言いたい事なんて何ひとつなかったが、有り余る悲しみがあったので、それを歌いたくてこのバンドを組んだ。

## メンバー
佐藤 いづみ
ボーカル、ギター担当。全楽曲の作詞・作曲を手がける。乃木坂46が好き。2020年1月21日の再始動を機に改名。

### サポートメンバー
- ドラ内山：Ba（ビーチ・バージョン、ふたりの文学）
- 礒本雄太：Dr.（Laura Day Romance）
- yokodori：Gt.

### 元メンバー
竹中駿介：Dr.
田中ひろゆき：Gt.

## 来歴
2015年
- 4月1日 いづみさとー、田中、竹中の3人で結成。
- 8月12日 1st EP『うしろめたい私たちの国』を会場限定リリース。
- 11月27日 いづみさとーがmona records主催のモナレコ女子2015で優勝。

2016年
- 3月11日 モナレコード・レーベルオーディション2016にて審査員特別賞を受賞。
- 6月22日 いづみさとーソロ作品『独りはこわい』を会場限定リリース。
- 12月10日 RO69 JACK 2016 for COUNTDOWN JAPANで入賞。
- 12月11日 Dr.竹中がバンドを離れ、いづみさとーと田中ひろゆきの2人編成となる。

2017年
- 7月5日 タワーレコード新宿店限定シングル『新宿は君を思い出すから嫌い』をリリース。
- 8月2日 P-VINEより初の全国流通盤デビューep『他に好きな人ができた』をリリース。
- 8月4日 Apple Musicの「今週のNEW ARTIST」に選出。
- 8月30日 「美しくってばかみたい！」がUSENインディーズランキングで3位にランクイン。
- 9月9日 JOY SOUNDにて「美しくってばかみたい！」のカラオケ配信が決定。
- 10月6日 FM802 MINAMI WHEEL 2018に出演。
- 12月9日 いづみさとーソロ作品『君は私から逃げたほうがいい』を会場限定リリース。

2018年
- 1月17日 配信限定シングル『新宿は君を思い出すから嫌い』をリリース。

2019年
- 2月21日 詩集つきシングル『愛しき勘違い』を会場限定リリース。
- 10月14日 この日のライブをもってGt.田中ひろゆきが脱退、いづみさとーの1人編成となる。

2020年
- 1月21日 サポートに yokodori を加え、新体制後の初ライブ。アーティスト名を『いづみさとー』から『佐藤 いづみ』に改名。

## ディスコグラフィー
・『うしろめたい私たちの国』2015.08.12
　01. 途切れる
　02. クレーンと映画
　03. あわれ

・『独りはこわい』2016.06.22
　いづみさとー弾き語り
　01.あなたには関係ない
　02.終わりにしようか
　03.ため息の海にて
　04.愛の巣
　05.美しくってばかみたい！
　06.前夜

・『新宿は君を思い出すから嫌い』2017.07.05
　タワーレコード新宿店限定シングル盤
　01. あわれ
　02. クレーンと映画

・『他に好きな人ができた』2017.08.02
　01. 美しくってばかみたい！
　02. ともだち
　03. あなたとの関係
　04. あなたには関係ない
　05. 夜の国道にて獣を轢く

・『君は私から逃げたほうがいい』2017.12.09
　いづみさとー弾き語り
　01. この街を燃やそうと思います
　02. 新しい水
　03. 彼女のそれはクラシックに似てる
　04. こころ

・『新宿は君を思い出すから嫌い』2018.01.17
　配信限定
　01. あわれ
　02. クレーンと映画

・『愛しき勘違い』2019.02.21
　詩集つきシングル
　01. 君からの遭難
　02. 忠誠心
　『もしも私が物書きになったら』（いづみさとー書き下ろし詩集）
・『永遠なんてないこの世界で君と』2021.10.20
　約4年振りのEP、配信限定
　01. light
　02. ダメな人
　03. poolside
　04. 変われる
　05. 夏服